# Hervé Faye
Hervé Auguste Étienne Albans Faye (Saint-Benoît-du-Sault, 1 de outubro de 1814 - Paris, 4 de julho de 1902) foi um astrónomo francês que estudou na École Polytechnique, de onde saiu em 1834, antes de completar seu curso, para aceitar um cargo no Observatório de Paris, para o qual havia sido nomeado em recomendação de François Jean Dominique Arago.